# Pieve di Rosate
La pieve di Rosate o pieve di Santo Stefano era il nome di un'antica pieve dell'arcidiocesi di Milano e del Ducato di Milano con capoluogo Rosate.
Il patrono era santo Stefano, la cui festa viene celebrata ancora oggi a Rosate il 26 dicembre.

## Storia

### Le origini della pieve
Nella pieve di Rosate viene riportata la notizia dell'esistenza di un primo sacerdote a capo di essa con il titolo di praepositus, prevosto, a partire dal XIV secolo. Notizie di una precedente pieve risalgono tuttavia al XIII secolo quando Goffredo da Bussero, autore del Liber notitiae sanctorum Mediolani ci fornisce dati censitari schematici: la pieve di Rosate comprendeva i comuni di Gaggiano, Barate, Bonirola, Cassina di Donato del Conte, Fagnano, Vigano, Gudo Visconti, Noviglio, Conigo, Copiago, Tainate, Vermezzo, Zelo Surrigone, Castelletto Mendosio, Caselle, Coazzano. Allo stesso periodo è ascrivibile la formazione della parallela struttura amministrativa statale, che comprendeva i vari comuni del territorio. Nel 1143, sappiamo infatti che la pieve di Rosate era dotata di un prevosto dal momento che questi ebbe uno scontro col vescovo milanese Robaldo per alcune decime che il primo pretendeva dal monastero di Montano, in spregio a quanto deciso dal Concilio di Pisa. Il borgo, posto a undici miglia dal capoluogo, si trovava in posizione defilata rispetto alla strada del Naviglio, odierna strada statale 494.
In questa epoca furono infeudati della pieve di Rosate quali "capitanei" dall'arcivescovo Ariberto d'Intimiano, la nobile famiglia "de advocatis" (o gli avvocati) da cui discende la nobile famiglia dei conti Rosati di Monteprandone.

### I secoli XVII e XVIII: la fine della pieve civile

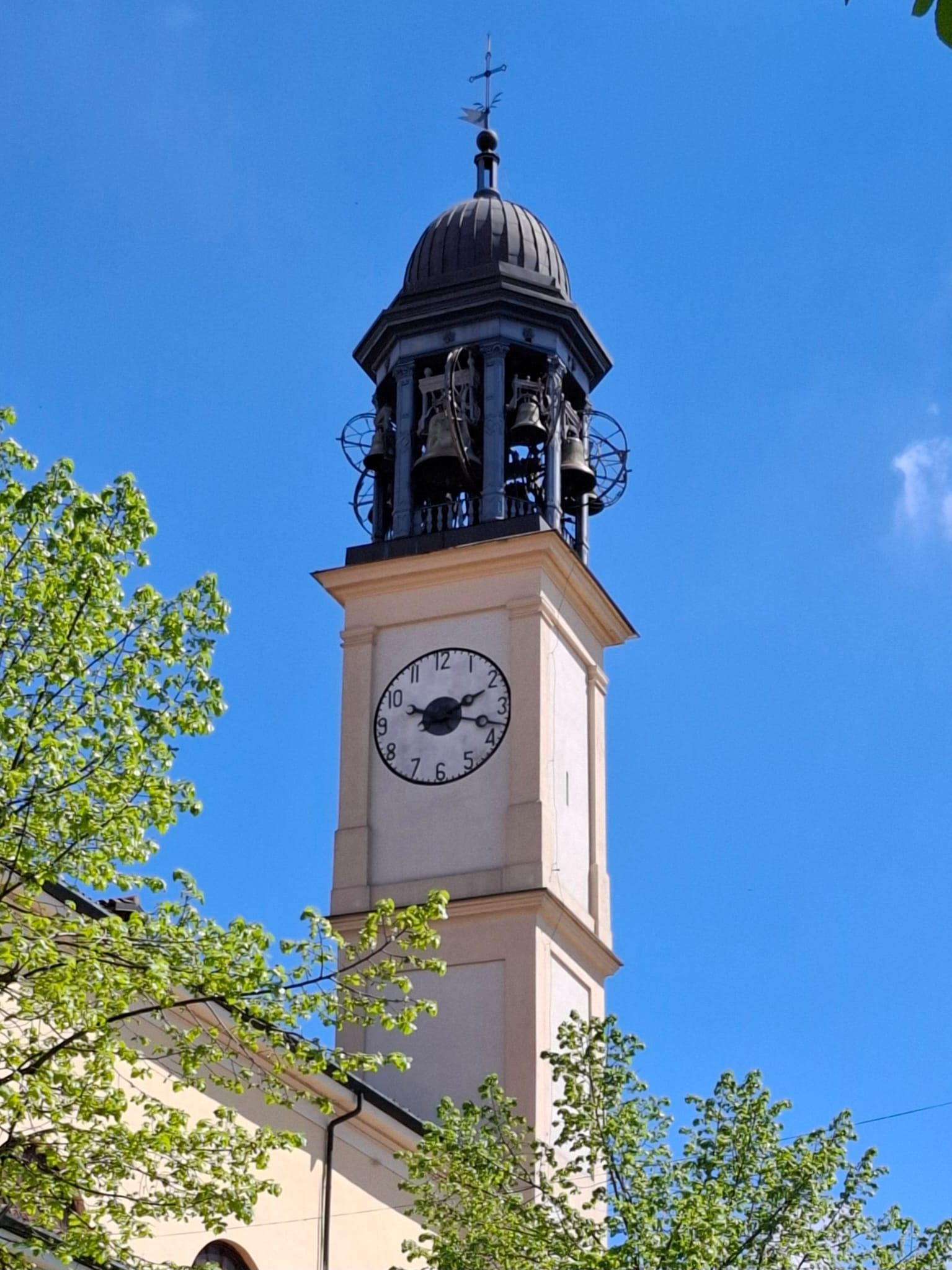
Il campanile della Chiesa di Santo Stefano

Col tempo, la struttura della pieve si consolidò, si ampliò e si semplificò, gestendo localmente l'aspetto religioso delle diverse comunità basandosi essenzialmente sulle principale parrocchie dei centri abitati circostanti la città di Rosate e nello specifico della chiesa cittadina di Santo Stefano.
Malgrado questa fortificazione nelle definizioni interne all'amministrazione della chiesa locale, bisogna ricordare che molti altri centri ben più importanti di Rosate stessa stavano sorgendo nella medesima area e come tale questi mettevano in discussione l'ormai secolare influenza religiosa della città, che pure manteneva un ruolo primario.
La pieve fu sede di una chiesa collegiata, cioè sede di un capitolo di canonici, sino al 1797, anno che segnò definitivamente la decadenza del predominio della pieve rosatese sull'area a causa dell'invasione rivoluzionaria francese, che abolì la pieve amministrativa sostituendola con un effimero distretto.
Sempre in questo periodo, sono da segnalare varie leggi volte a staccare il territorio della pieve dalla tradizionale sudditanza a Milano per portarlo nella provincia di Pavia, uscita ridimensionata dai conflitti d'inizio Settecento. La prima fu opera dell'imperatore Giuseppe II nel 1786, ma fu annullata da suo fratello l'imperatore Leopoldo II nel 1791. La seconda fu progettata dai rivoluzionari giacobini nel 1798, ma non ebbe neppure il tempo di passare alla fase esecutiva. La terza e più duratura fu quella del periodo Lombardo-Veneto, dal 1815 al 1859. Solo con l'annessione piemontese, che comportò la restituzione alla provincia pavese del suo territorio storico, si ritenne di converso di riportare la zona di Rosate sotto la provincia di Milano.

### Evoluzione ecclesiastica
Nel 1972, con il sinodo diocesano indetto dal cardinale Giovanni Colombo, arcivescovo di Milano, la pieve di Rosate venne abolita e la città venne compresa nel decanato di Abbiategrasso e quindi nella zona pastorale VI di Melegnano.
La pieve di Rosate è ridotta a parrocchia, ma conserva ancora oggi alcuni privilegi: l'elezione di un prevosto, il titolo di canonici per i sacerdoti residenti, oppure il diritto di intrattenere particolari rapporti con la curia milanese, o ancora di nominare propri canonici e di procurare l'acqua santa o gli oli benedetti per tutte le chiese comprese nell'ex pieve.

## Territorio
Nella seconda metà del XVIII secolo, dopo l'aggregazione di Doresano a Copiago, di Tavernasco a Noviglio, della Cassina d'Anzino Cusago e di Gaggianello a Gaggiano, e della Cassina Scaccabarozzi a Coazzano, il territorio della pieve era così suddiviso:
| Pieve civile                                            | Pieve ecclesiastica                                               |
| Comune di Rosate                                        | Parrocchia prepositurale di Santo Stefano                         |
| Comune di Barate                                        | Parrocchia di Sant'Andrea                                         |
| Comune di Castelletto Mendosio                          | [ 4 ]                                                             |
| Comune di Coazzano                                      | Parrocchia di Santa Maria Nascente                                |
| Comune di Conigo                                        | Parrocchia della Natività di Maria Vergine                        |
| Comune di Fagnano Comune di Cassina di Donato del Conte | Parrocchia dei Santi Andrea e Rocco                               |
| Comune di Gaggiano Comune di Bonirola                   | Parrocchia di Sant'Invenzio vescovo                               |
| Comune di Gudo Visconti                                 | Parrocchia dei Santi Quirico e Giulitta                           |
| Comune di Noviglio                                      | Parrocchia di San Sebastiano Parrocchia di San Michele in Mairano |
| Ozzero Comune di Caselle                                | Parrocchia di San Siro                                            |
| Comune di Tainate Comune di Copiago                     | Parrocchia dei Santi Pietro e Paolo                               |
| Comune di Vermezzo                                      | Parrocchia di San Zenone                                          |
| Comune di Vigano                                        | Parrocchia dei Santi Eugenio e Maria                              |
| Comune di Zelo Surrigone                                | Parrocchia di Santa Giuliana e Beata Vergine del Carmelo          |